# Burušaskí
Burušaskí neboli chadžuná je izolovaný jazyk, kterým mluví Hunzové (také zvaní Burúšové) v horských údolích pohoří Karákóram.
Původ jazyka je dosud záhadou. Používání dvacítkové početní soustavy a ergativu má s burušaskí společné baskičtina, takže se uvažuje o společných kořenech, sahajících do doby před deseti tisíci lety. Existuje teorie o Dené-kavkazské jazykové rodině, kam patří kromě burušaskí a jazyka Basků také čínština, adygejština, ketština na Sibiři a severoamerické jazyky na-dené. Jiní vědci odvozují původ burušaskí od jazyka starověkých Frygů.
Podstatná jména mají v burušaskí čtyři rody: mužský, ženský, střední pro zvířata a věci a čtvrtý rod je určen pro abstraktní pojmy. Od indoevropských jazyků se liší používáním přivlastňovacích předpon. Jazyk má 38 forem množného čísla.
Každé ze tří údolí — Hunza, Nágar a Veršikvár (zvané také Jasin) — má vlastní dialekt.
Burušaskí nemá vlastní písmo, k zápisu se obvykle používá urdská abeceda.

## Příklady

### Číslovky
| Burušaskí | Česky |
| han       | jeden |
| altó      | dva   |
| isko      | tři   |
| waltó     | čtyři |
| čindó     | pět   |
| mishindo  | šest  |
| thaló     | sedm  |
| altámbo   | osm   |
| hunchó    | devět |
| tóorumo'  | deset |